# Brezovica, Velika Polana
Brezovica (madžarsko Lendvanyíres) je naselje v Občini Velika Polana. Tukaj se je rodil Ivan Zver, tiskar prekmurskih knjig po prvi svetovni vojni, ter Štefan Hozjan, vojaški pilot.